# Football League Championship 2009-10
La Football League Championship 2009-10 (conocida como "Coca-Cola Championship" por razones de patrocinio) fue la sexta edición de la Football League Championship.

## Ascensos y descensos
| Pos | a Premier League        |
| --- | ----------------------- |
| 1º  | Wolverhampton Wanderers |
| 2º  | Birmingham City         |
| 3°  | Burnley                 |

| Pos | a Football League Championship |
| --- | ------------------------------ |
| 18º | Newcastle United               |
| 19º | Middlesbrough                  |
| 20º | West Bromwich Albion           |

| Pos | a Football League Championship |
| --- | ------------------------------ |
| 1º  | Leicester City                 |
| 2º  | Peterborough United            |
| 3º  | Scunthorpe United              |

| Pos | a League One      |
| --- | ----------------- |
| 22º | Norwich City      |
| 23º | Southampton       |
| 24º | Charlton Athletic |

## Datos de los clubes
| Equipo               | Ciudad              | Estadio              | Capacidad |
| -------------------- | ------------------- | -------------------- | --------- |
| Barnsley             | Barnsley            | Oakwell              | 23,009    |
| Blackpool            | Blackpool           | Bloomfield Road      | 12,555    |
| Bristol City         | Bristol             | Ashton Gate          | 21,497    |
| Cardiff City         | Cardiff             | Cardiff City Stadium | 26,828    |
| Coventry City        | Coventry            | Ricoh Arena          | 32,609    |
| Crystal Palace       | London              | Selhurst Park        | 26,309    |
| Derby County         | Derby               | Pride Park Stadium   | 33,597    |
| Doncaster Rovers     | Doncaster           | Keepmoat Stadium     | 15,231    |
| Ipswich Town         | Ipswich             | Portman Road         | 30,311    |
| Leicester City       | Leicester           | Walkers Stadium      | 32,500    |
| Middlesbrough        | Middlesbrough       | Riverside Stadium    | 35,100    |
| Newcastle United     | Newcastle upon Tyne | St James' Park       | 52,387    |
| Nottingham Forest    | Nottingham          | City Ground          | 30,602    |
| Peterborough United  | Peterborough        | London Road Stadium  | 15,460    |
| Plymouth Argyle      | Plymouth            | Home Park            | 19,500    |
| Preston North End    | Preston             | Deepdale             | 24,500    |
| Queens Park Rangers  | London              | Loftus Road          | 19,128    |
| Reading              | Reading             | Madejski Stadium     | 24,161    |
| Scunthorpe United    | Scunthorpe          | Glanford Park        | 9,088     |
| Sheffield United     | Sheffield           | Bramall Lane         | 32,609    |
| Sheffield Wednesday  | Sheffield           | Hillsborough Stadium | 39,814    |
| Swansea City         | Swansea             | Liberty Stadium      | 20,532    |
| Watford              | Watford             | Vicarage Road        | 19,920    |
| West Bromwich Albion | West Bromwich       | The Hawthorns        | 26,500    |

## Clasificación
Los dos primeros equipos de la clasificación ascienden directamente a la Premier League 2010-11, los clubes ubicados del tercer al sexto puesto disputan un play-off para determinar un tercer ascenso.
|                                                 | Pos | Equipo                   | Pts | PJ | PG | PE | PP | GF | GC | Dif | Notas                                   |
| ----------------------------------------------- | --- | ------------------------ | --- | -- | -- | -- | -- | -- | -- | --- | --------------------------------------- |
|                                                 | 1.  | Newcastle United (C) (A) | 102 | 46 | 30 | 12 | 4  | 90 | 35 | 55  | Ascenso a la Premier League             |
|                                                 | 2.  | West Bromwich Albion (A) | 91  | 46 | 26 | 13 | 7  | 89 | 48 | 41  | Ascenso a la Premier League             |
|                                                 | 3.  | Nottingham Forest        | 79  | 46 | 22 | 13 | 11 | 65 | 40 | 25  | Playoffs de ascenso a la Premier League |
|                                                 | 4.  | Cardiff City             | 76  | 46 | 22 | 10 | 14 | 73 | 54 | 19  | Playoffs de ascenso a la Premier League |
|                                                 | 5.  | Leicester City           | 76  | 46 | 21 | 13 | 12 | 61 | 45 | 16  | Playoffs de ascenso a la Premier League |
|                                                 | 6.  | Blackpool(A)             | 70  | 46 | 19 | 13 | 14 | 74 | 58 | 16  | Playoffs de ascenso a la Premier League |
|                                                 | 7.  | Swansea City             | 69  | 46 | 17 | 18 | 11 | 40 | 37 | 3   |                                         |
|                                                 | 8.  | Sheffield United         | 65  | 46 | 17 | 14 | 15 | 62 | 55 | 7   |                                         |
|                                                 | 9.  | Reading                  | 63  | 46 | 17 | 12 | 17 | 68 | 63 | 5   |                                         |
|                                                 | 10. | Bristol City             | 63  | 46 | 15 | 18 | 13 | 56 | 65 | -9  |                                         |
|                                                 | 11. | Middlesbrough            | 62  | 46 | 16 | 14 | 16 | 58 | 50 | 8   |                                         |
|                                                 | 12. | Doncaster Rovers         | 60  | 46 | 15 | 15 | 16 | 59 | 58 | 1   |                                         |
|                                                 | 13. | Queens Park Rangers      | 57  | 46 | 14 | 15 | 17 | 58 | 65 | -7  |                                         |
|                                                 | 14. | Derby County             | 56  | 46 | 15 | 11 | 20 | 53 | 63 | -10 |                                         |
|                                                 | 15. | Ipswich Town             | 56  | 46 | 12 | 20 | 14 | 50 | 61 | -11 |                                         |
|                                                 | 16. | Watford                  | 54  | 46 | 14 | 12 | 20 | 61 | 68 | -7  |                                         |
|                                                 | 17. | Preston North End        | 54  | 46 | 13 | 15 | 18 | 47 | 64 | -17 |                                         |
|                                                 | 18. | Barnsley                 | 54  | 46 | 14 | 12 | 20 | 53 | 69 | -16 |                                         |
|                                                 | 19. | Coventry City            | 54  | 46 | 13 | 15 | 18 | 47 | 64 | -17 |                                         |
|                                                 | 20. | Scunthorpe United        | 52  | 46 | 14 | 10 | 22 | 62 | 84 | -22 |                                         |
|                                                 | 21. | Crystal Palace           | 59  | 46 | 14 | 17 | 15 | 50 | 53 | -3  |                                         |
| Archivo:English football league logo detail.png | 22. | Sheffield Wednesday (D)  | 47  | 46 | 11 | 14 | 21 | 49 | 69 | -20 | Descenso de categoría                   |
| Archivo:English football league logo detail.png | 23. | Plymouth Argyle (D)      | 41  | 46 | 11 | 8  | 27 | 43 | 68 | -25 | Descenso de categoría                   |
| Archivo:English football league logo detail.png | 24. | Peterborough United (D)  | 34  | 46 | 8  | 10 | 28 | 46 | 80 | -34 | Descenso de categoría                   |

(C) Campeón (A) Ascendido (D) Descendido

### Play-Offs por el tercer ascenso a la Premier League
|  | Semifinales       | Semifinales | Semifinales  |   |           | Final | Final |  |
|  |                   |             |              |   |           |       |       |  |
|  |                   |             |              |   |           |       |       |  |
|  | Blackpool         | 2           | 4            |   |           |       |       |  |
|  | Blackpool         | 2           | 4            |   |           |       |       |  |
|  | Nottingham Forest | 1           | 3            |   |           |       |       |  |
|  | Nottingham Forest | 1           | 3            |   | Blackpool | 3     |       |  |
|  |                   |             |              |   | Blackpool | 3     |       |  |
|  |                   |             | Cardiff City | 2 |           |       |       |  |
|  | Leicester City    | 0           | Cardiff City | 2 | 3         |       |       |  |
|  | Leicester City    | 0           |              |   | 3         |       |       |  |
|  | Cardiff City (p)  | 1           | 2            |   |           |       |       |  |
|  | Cardiff City (p)  | 1           | 2            |   |           |       |       |  |
|  |                   |             |              |   |           |       |       |  |

### Semifinales
| Play-Offs - Ida; 8 de mayo de 2010, 12:45 UTC+0 | Blackpool                 | 2:1     | Nottingham Forest | Bloomfield Road, Blackpool                            |                                                       |
|                                                 | - Southern 26' - Adam 57' | Reporte | - 13' Cohen       | Asistencia: 11,805 espectadores Árbitro(s): Phil Dowd | Asistencia: 11,805 espectadores Árbitro(s): Phil Dowd |

| Play-Offs - Vuelta; 11 de mayo de 2010, 19:45 UTC+0 | Nottingham Forest                  | 3:4     | Blackpool                                | City Ground, Nottingham                                      |                                                              |
|                                                     | - Earnshaw 7' (66) - Adebola 90+2' | Reporte | - 56' (76), 79' DJ Campbell - 72' Dobbie | Asistencia: 28,358 espectadores Árbitro(s): Mark Clattenburg | Asistencia: 28,358 espectadores Árbitro(s): Mark Clattenburg |

| Play-Offs - Ida; 9 de mayo de 2010, 13:15 UTC+0 | Leicester City | 0:1     | Cardiff City      | King Power Stadium, Leicester                          |                                                        |
|                                                 |                | Reporte | - 13' Whittingham | Asistencia: 29,165 espectadores Árbitro(s): Alan Wiley | Asistencia: 29,165 espectadores Árbitro(s): Alan Wiley |

| Play-Offs - Vuelta; 12 de mayo de 2010, 19:45 UTC+0 | Cardiff City                            | 2:3 (4:3 p.)               | Leicester City                                    | Cardiff City Stadium, Cardiff                           |                                                         |
|                                                     | - Chopra 21' - Whittingham 69'          | Reporte                    | - 25' Fryatt - 36' (o.g.) Hudson - 49' King       | Asistencia: 26,033 espectadores Árbitro(s): Howard Webb | Asistencia: 26,033 espectadores Árbitro(s): Howard Webb |
|                                                     |                                         | Tiros desde el punto penal |                                                   |                                                         |                                                         |
|                                                     | - Chopra - McCormack - Ledley - Kennedy |                            | - Berner - Howard - Solano - Kermorgant - Waghorn |                                                         |                                                         |

### Final
| Final; 22 de mayo de 2010, 15:00 UTC+0 | Blackpool                                      | 3:2     | Cardiff City             | Wembley, Londres                                           |                                                            |
|                                        | - Adam 12' - Taylor-Fletcher 39' - Ormerod 45' | Reporte | - 8' Chopra - 36' Ledley | Asistencia: 82,244 espectadores Árbitro(s): Andre Marriner | Asistencia: 82,244 espectadores Árbitro(s): Andre Marriner |

## Estadísticas

### Goleadores[1]
| Jugador           | Equipo            | Goles |
| ----------------- | ----------------- | ----- |
| Peter Whittingham | Cardiff City      | 22    |
| Nicky Maynard     | Bristol City      | 20    |
| Gary Hooper       | Scunthorpe United | 19    |
| Charlie Adam      | Blackpool         | 18    |
| Michael Chopra    | Cardiff City      | 18    |
| Andy Carroll      | Newcastle United  | 17    |
| Robert Earnshaw   | Nottingham Forest | 17    |
| Kevin Nolan       | Newcastle United  | 17    |
| Gylfi Sigurðsson  | Reading           | 17    |
| Darren Ambrose    | Crystal Palace    | 15    |
| Billy Sharp       | Doncaster Rovers  | 15    |